# The Soothsayer
The Soothsayer je štirinajsti album ameriškega jazzovskega saksofonista Waynea Shorterja, ki je bil posnet 4. marca 1965, izšel pa je leta 1979 pri založbi Blue Note Records. Album vsebuje pet avtorskih skladb Shorterja in priredbo Sibeliusove skladbe »Valse Triste«. Kasnejše CD izdaje vsebujejo tudi alternativni posnetek skladbe »Angola«.

## Sprejem
Stacia Proefrock je album ocenila s štirimi zvezdicami in pol od petih in v recenziji za spletni portal AllMusic zapisala, da »se album uvršča z najboljšimi Shorterjevimi deli iz tega neverjetno plodovitega obdobja«.

## Seznam skladb
Avtor vseh kompozicij je Wayne Shorter, razen »Valse Triste«, avtor Jean Sibelius.
| Št. | Naslov                           | Dolžina |
| --- | -------------------------------- | ------- |
| 1.  | „Lost‟                           | 7:20    |
| 2.  | „Angola‟                         | 4:56    |
| 3.  | „The Big Push‟                   | 8:23    |
| 4.  | „The Soothsayer‟                 | 9:40    |
| 5.  | „Lady Day‟                       | 5:36    |
| 6.  | „Valse Triste‟                   | 7:45    |
| 7.  | „Angola‟ (alternativni posnetek) | 6:41    |

## Zasedba
- Wayne Shorter – tenor saksofon
- Freddie Hubbard – trobenta
- James Spaulding – alt saksofon
- McCoy Tyner – klavir
- Ron Carter – bas
- Tony Williams – bobni